# Carine ou la Jeune Fille folle de son âme
 (décembre 2018).
Si vous disposez d'ouvrages ou d'articles de référence ou si vous connaissez des sites web de qualité traitant du thème abordé ici, merci de compléter l'article en donnant les références utiles à sa vérifiabilité et en les liant à la section « Notes et références ».
Carine ou la Jeune Fille folle de son âme est une pièce de théâtre écrite par Fernand Crommelynck en 1929 et créée en octobre 1929 au Théâtre de l'Œuvre.

## Récompense
- Prix triennal du théâtre 1929